# 小行星19599
小行星19599（19599 Brycemelton）是一颗绕太阳运转的小行星，为主小行星带小行星。该小行星于1999年7月14日发现。

## 轨道参数
小行星19599的轨道半长轴为2.4859784 UA，离心率为0.120。